# Jornalismo cívico
Chama-se Jornalismo Cívico, ou também de Jornalismo Público, o movimento que busca inserir o jornalista e sua audiência, os leitores, nos processos políticos e sociais, em detrimento da condição de meros espectadores dos fatos.
Na visão de Dornelles, note-se a diferença fundamental do Jornalismo Cívico com o Jornalismo cidadão, feito essencialmente por não-jornalistas, mas pessoas comuns de qualquer profissão ou formação educacional, exercendo o jornalismo amadoristicamente e fora da regulamentação pública. Também  é um movimento distinto do jornalismo comunitário, que é feito a partir de trabalho de capacitação de jornalistas dentro de uma comunidade.

O que é jornalismo?
Para compreender que é o jornalismo, é necessário que se faça entender qual é o verdadeiro exercício da profissão, procurando buscar através da informação, os acontecimentos que envolvem questionamentos de, caráter político, educacional, ambiental, social, dentre outros. No Brasil, presume-se que o jornalismo seja uma reprodução do modelo independente norte-americano, configurando-se como uma instituição social em defesa da cidadania. Para Jean Chalaby (2003), "o jornalismo como instituição social é uma invenção anglo-americana do século XIX, que não se configura somente a partir das possibilidades tecnológicas oferecidas pelos séculos anteriores, mas na conjunção de determinadas condições históricas e sociais".

## Sobre Jornalismo Público
O jornalismo público, também conhecido como jornalismo cívico, é um conceito que surgiu na década de 90, nos Estados Unidos, como uma tentativa de resgatar a credibilidade dos jornais americanos perante os cidadãos. Este novo posicionamento foi necessário por causa da desconfiança gerada em relação aos meios de comunicação de massa durante a eleição presidencial de 1988. O movimento ocorrido nos Estados Unidos, liderado por jornalistas, professores e profissionais da mídia, tentou demonstrar e questionar, através de projetos, conceitos fundamentais do jornalismo e propor uma nova atitude de relacionamento com os sujeitos. O que ocorre é uma falta de cumprimento com as obrigações relativas à vida pública e a profissão para conseguir esse objetivo. O jornalismo público não é um novo jornalismo, mas uma forma de cumprir mais fundamentada, participativa, voltada para o interesse do cidadão.
Para Danilo Rothberg, o pleito para se ganhar a eleição nos Estados Unidos teria sido uma espécie de exacerbação da cobertura em formato de enquadramento estratégicos, em que a disputa não focou nas propostas ou temas dos candidatos aos problemas do país, apenas nas chances de se ganhar a eleição, caracterizando a disputa como uma corrida de cavalos.
Ainda segundo o autor, ao invés do jornalismo apenas retratar os fatos da comunidade, ele deveria se envolver efetivamente na busca por soluções aos problemas comunitários, propondo um diferente relacionamento entre a prática do jornalismo e a atividade democrática dos cidadãos em uma república autogovernada. Enquanto o Jornalismo convencional, típico das redações, em muitos países exige que os jornalistas se distanciem da vida cívica das comunidades em busca da imparcialidade, o jornalismo cívico incentiva os profissionais a se inserir nela em busca de guias sobre quais tópicos e assuntos são importantes para a comunidade. Isso de forma que o jornalista esteja integrado diretamente com a comunidade.
Para Danilo Rothberg, o Jornalismo Cívico recebe críticas e ressalvas. Os jornalistas poderiam não perceber a existência de interesses  escondidos sob a face idealizada das discussões "democráticas" em um fórum comunitário e acabar servindo de instrumento para busca de propósitos particulares. Outra crítica apontada por Rothberg é a existência de pouca transparência da metodologia utilizada para obtenção de sugestões de pautas. No Brasil, o Jornalismo Público ainda é recente, mas espera-se que ao longo do tempo ele seja aprimorado, tanto pelos profissionais da Comunicação, como o público, além da interrelação entre esses dois atores sociais.

## Impacto do Jornalismo Cívico sobre a Política
Para Philip Meyer, o Jornalismo cívico era um método para se utilizar a influência de um jornal a fim de se construir um sistema político mais forte, beneficiando tanto a comunidade como o jornal. O movimento tinha como um dos seus principais objetivos promover uma maior consciência política do cidadão, fomentando neste uma participação mais ativa nas pautas da sociedade, além de contribuir para que suas opiniões dentro da esfera pública se tornassem mais qualificadas.
Segundo Meyer, esta vertente do jornalismo também se preocupava em oferecer aos eleitores informações substanciais sobre o período das eleições, com foco nas propostas de cada candidato e não dando tanta ênfase às pesquisas eleitorais e às estratégias políticas. 
Nessa perspectiva, no mesmo período das eleições presidenciais norte-americanas de 1996 se iniciou uma pesquisa realizada por Meyer juntamente com a experiente jornalista Deborah Potter. A pesquisa foi solicitada pela Poynter Institute for Media Studies e veio no momento em que algumas fundações beneficentes estavam financiando estudos para se verificar se o jornalismo cívico poderia ser mensurado. O trabalho de Deborah e Meyer concluiu que os jornais vinculados ao movimento jornalismo cívico não apresentaram um claro viés político (parcialidade). Desse modo, a dimensão factual da notícia se mostrou, na cobertura política desses jornais, mais predominante do que a opinativa.
Para Jesper Stromback, em sua pesquisa, “serviço de TV público e a intensidade de informação política importam?”, o Jornalismo público provoca efeitos positivos no conhecimento político do indivíduo. A pesquisa verificou  que os noticiários de emissoras públicas  conseguiam elevar, com maior eficiência e intensidade, o nível de conhecimento político das audiências.
A investigação também revela que o noticiário da televisão pública não apenas tem efeitos positivos no conhecimento político da população, mas como também, que o noticiário da televisão comercial tem efeitos negativos sobre esse mesmo  conhecimento.

## Regulamentação da Mídia e Qualidade de Programação
A Comunicação, a exemplo do acesso ao saneamento básico, energia elétrica e transporte público, pode ser considerado um serviço público. Como consequência, sua prestação deve ser oferecida à população com uma qualidade mínima. Essa qualidade, por sua vez, é garantida através de diversos mecanismos, tais como leis, canais de comunicação pública e agências de regulação.
No entanto,  tal qualidade pode ser não alcançada quando  os meios de radiodifusão são utilizados para fins estritamente comerciais ou políticos. Esse fenômeno normalmente acontece quando mercado da comunicação é mantido por formas eminentemente privadas ou clientelistas de financiamento. Exemplos de programação de baixa qualidade surgidas em tal contexto podem ser encontrados em programas de caráter sensacionalista.
Para evitar isso, a regulação se faz oportuna tanto para a manutenção de canais públicos, de forma que eles procurem atender a demanda coletiva por programação de qualidade, quanto para a regulamentação dos canais comerciais, impondo guias de conduta e mecanismos de fiscalização. .  Entre as instituições mais conhecidas desse tipo estão a Office Communications (Ofcom) e a British Broadcasting Corporation (BBC)British Broadcasting Corporation do Reino Unido. Já nos Estados Unidos, sobressaem-se a Comissão Federal de Comunicações (FCC) e a Public Broadcasting Service (PBS).
Para Rothberg, existem, no mínimo, quatro fatores que impedem que os meios de comunicação de massa trabalhem de forma efetivamente democrática e proveitosa em países como o Brasil: 
1. A interferência da economia dentro da mídia tende a converter o telespectador de um cidadão político para um mero consumidor de informação. Assim, elites detentoras desses meios acabam por investir cada vez mais em uma programação deficitária, com conteúdo limitado e pouco aprofundado.
2. Já quando se trata de poder político, o autor destaca a influência que empresas de mídia exercem sobre o conteúdo editorial jornalístico produzido, tratando-os de forma a favorecer suas próprias visões sobre o assunto, ou a de seus aliados políticos, tendo em vista que esses veículos muitas vezes possuem benefícios no acesso aos centros de decisões.
3. O tecnicismo e a autoridade de profissionais comunicadores que por vezes mascaram a existência de restrições ao exercício do direito à informação.
4. Por último, a massificação dos conteúdos produzidos pela mídia que não possui regulação pode tornar a programação pública problemática, de qualidade discutível em diversos aspectos. A consequência disso é uma programação majoritariamente comercial que futuramente poderá acarretar consequências negativas para a sociedade que recebe essas informações, já que são tratadas como verdades universais para o público, que não recebe nenhuma outra perspectiva sobre determinado assunto.